# Undulation
Undulation oder Undulationstechnik (von lateinisch unda für „Welle“) bezeichnet eine wellenartige Durchbiegung des Körpers beim Schwimmen. Ein umgangssprachlicher Ausdruck dafür ist Delfinwelle.
Beim Delfinschwimmstil ist die Undulation neben der Arm- und Beinbewegung der Hauptbestandteil der Bewegungsausführung; aber auch beim Brustschwimmen setzt sich diese Technik vor allem im Spitzenbereich immer mehr durch. Auffällig ist dabei das Auf und Ab des Oberkörpers beim Schwimmen, der dabei einer sich waagerecht zur Wasseroberfläche windenden Schlange ähnelt. Beim Delfin-, Kraul- und Rückenschwimmen ist es während des Wettkampfes erlaubt, nach jeder Wende und nach dem Start unter Wasser mit Hilfe der Delfinwelle bis zu 15 m zu tauchen. Könner sind auf diese Weise schneller, als wenn sie auf herkömmliche Art schwimmen würden. Beim Brustschwimmen ist es seit 1. Januar 2006 erlaubt, nach dem Start und jeder Wende genau einen Delfinkick auszuführen.